# La Fille de Mata Hari
Pour plus de détails, voir Fiche technique et Distribution.
La Fille de Mata Hari (La figlia di Mata Hari) est un film franco-italien de Carmine Gallone et Renzo Merusi, sorti en 1954.

## Fiche technique
- Titre original : La figlia di Mata Hari
- Titre français : La Fille de Mata Hari
- Réalisation : Carmine Gallone et Renzo Merusi
- Scénario : Cécil Saint-Laurent, Renzo Merusi, Piccini Vitali, Jean Aurel, Vittorio Nino Novarese et André Tabet
- Pays d'origine :  Italie -  France
- Format : Couleurs - 1,37:1 - Mono
- Genre : aventure
- Date de sortie : 1954
- Affiche : Guy-Gérard Noël (France)

## Distribution
- Ludmilla Tchérina : Elyne
- Erno Crisa : Prince Anak
- Frank Latimore : Douglas Kent
- Milly Vitale : Angela
- Enzo Biliotti : Von Hopen
- Valéry Inkijinoff : Naos
- Valentine Olivieri : tante Giulia
- Gian Paolo Rosmino : Colonel Stretten
- Béatrice Arnac
- Henri Vidon